# 高丽营镇
高丽营镇是中国北京市顺义区下辖的一个镇。在北六环路以北。

## 地理
高丽营镇位于顺义区西部，东临南法信地区、马坡地区，南界后沙峪地区，北接赵全营镇，西邻昌平区小汤山镇。

## 行政区划
高丽营镇下辖以下地区：
丽喜花园社区、观唐社区、一村、二村、三村、四村、五村、六村、七村、八村、南王路村、北王路村、西王路村、唐自头村、于庄村、张喜庄村、东马各庄村、西马各庄村、夏县营村、河津营村、南郎中村、后渠河村、前渠河村、闫家营村、水坡村、羊房村和文化营村。